# Rumänische Eishockeyliga 1985/86
Die Saison 1985/86 war die 56. Spielzeit der rumänischen Eishockeyliga, der höchsten rumänischen Eishockeyspielklasse. Meister wurde zum insgesamt 23. Mal in der Vereinsgeschichte Steaua Bukarest.

## Modus
In der Hauptrunde absolvierte jede der acht Mannschaften insgesamt sieben Spiele. Die vier bestplatzierten Mannschaften qualifizierten sich für die Finalrunde, in der der Meister ausgespielt wurde. Für einen Sieg erhielt jede Mannschaft zwei Punkte, bei einem Unentschieden gab es einen Punkt und bei einer Niederlage null Punkte.

## Hauptrunde

### Tabelle
|    | Klub                     | Sp | S | U | N | T  | GT  | Punkte |
| -- | ------------------------ | -- | - | - | - | -- | --- | ------ |
| 1. | Steaua Bukarest          | 7  | 6 | 1 | 0 | 58 | 14  | 13     |
| 2. | SC Miercurea Ciuc        | 7  | 6 | 1 | 0 | 35 | 12  | 13     |
| 3. | Dinamo Bukarest          | 7  | 5 | 0 | 2 | 72 | 31  | 10     |
| 4. | Progresul Miercurea Ciuc | 7  | 4 | 0 | 3 | 55 | 27  | 8      |
| 5. | Viitorul Gheorgheni      | 7  | 3 | 0 | 4 | 36 | 48  | 6      |
| 6. | CSM Dunărea Galați       | 7  | 2 | 0 | 5 | 36 | 45  | 4      |
| 7. | Imasa Sfântu Gheorghe    | 7  | 1 | 0 | 6 | 26 | 54  | 2      |
| 8. | Metalul Rădăuți          | 7  | 0 | 0 | 7 | 24 | 111 | 0      |

Sp = Spiele, S = Siege, U = Unentschieden, N = Niederlagen

## Finalrunde
|    | Klub                     | Sp | S  | U | N  | T   | GT  | Punkte |
| -- | ------------------------ | -- | -- | - | -- | --- | --- | ------ |
| 1. | Steaua Bukarest          | 24 | 18 | 3 | 3  | 126 | 67  | 39     |
| 2. | SC Miercurea Ciuc        | 24 | 13 | 3 | 8  | 90  | 68  | 29     |
| 3. | Dinamo Bukarest          | 24 | 7  | 4 | 13 | 85  | 98  | 18     |
| 4. | Progresul Miercurea Ciuc | 24 | 3  | 4 | 17 | 74  | 142 | 10     |

Sp = Spiele, S = Siege, U = Unentschieden, N = Niederlagen